# Robert IV Estienne
Pour les articles homonymes, voir Estienne.
Robert IV Estienne, seigneur des Fossés, sieur de Plailly, frère de Henri IV Estienne, avocat au parlement, acheva la traduction de la Rhétorique d'Aristote, commencée par son oncle Robert III Estienne, et la publia à Paris, 1630, in-8°. Il cessa d'imprimer vers 1640. Il était bailli de Saint-Marcel et grand-bailli de Saint-Denis.